# 黑紋透翅花蝽
黑紋透翅花蝽（学名：Montandoniola moraguesi）为花蝽科透翅花椿屬下的一个种。